# Takenokoshi Shigemaru
Takenokoshi Shigemaru (jap. 竹腰 重丸; * 15. Februar 1906 im Kreis Kitaamabe, Präfektur Ōita; † 6. Oktober 1980) war ein japanischer Fußballspieler und -trainer.

## Nationalmannschaft
1925 debütierte Takenokoshi für die japanische Fußballnationalmannschaft. Takenokoshi bestritt fünf Länderspiele und erzielte dabei ein Tor. Mit der japanischen Nationalmannschaft qualifizierte er sich für die Far Eastern Championship Games 1925, 1927 und 1930.
Bei den Olympischen Sommerspielen 1956 in Melbourne fungierte Takenokoshi als Trainer der japanischen Auswahl, die im Achtelfinale mit 0:2 an Australien scheiterte. Einige Tage später wurde er in der Partie zwischen Sowjetunion und Indonesien (0:0) als Schiedsrichter eingesetzt.